# Loreglia
Loreglia je italská obec v provincii Verbano-Cusio-Ossola v oblasti Piemont.
K 31. prosinci 2011 zde žilo 269 obyvatel.

## Sousední obce
Casale Corte Cerro, Germagno, Ornavasso, Quarna Sopra, Valstrona